# T-X
T-X（正式名称：TERMINATRIX）は、映画『ターミネーター3』に登場する架空のアンドロイドで、クリスタナ・ローケンが演じた。

## 設定
サラ・コナー及びジョン・コナーに対する2度の暗殺計画の失敗を憂慮したスカイネットにより、2032年に開発された初の対ターミネーター用ターミネーターである。
これまでのT-800やT-1000とは異なり、その容姿は類いまれな美貌とプロポーションとを兼ね備えているグラマラスな若い女性である。
ジョンが最優先ターゲットであることは変わらないものの、「審判の日」以後に抵抗軍に加わる22人の重要人物や、鹵獲されて人間に味方するようにプログラムを書き換えられた「裏切り者」のターミネーター（T-800系列）を抹殺する目的でも開発されており、ターミネーターシリーズの中でも最強の性能を誇る。

### 特徴
『ターミネーター』から登場しているT-800シリーズからそれ以前のターミネーターと同様に金属骨格を有するが、外装は人間の生体組織ではなく『ターミネーター2』に登場したT-1000と同じ流体多結晶合金（以降、液体金属と表記）で覆った、いわばハイブリッド型の構造で、T-1000同様に触れてデータを読み取った人物に擬態できる。しかしT-1000には骨格が存在せず、人間以外の姿に擬態できたのに対し、T-Xでは顔や容姿を変化させるなどの擬態はできるものの、骨格の形状を大幅に逸脱するような形態には変形できない。ただし、骨格構造はT-800系列のモデルが人間の関節構造を模していたのに対し、T-Xは頭部や腰、腕等の各部位の可動範囲がより拡大されている。劇中では体の各関節を360度回転させることができる上、変幻自在の液体金属で構成されているため、人体の制約に縛られない動作を各所で活用していた。エンドスケルトンの形状も人骨を模したT-800以前のモデルと比べ、視覚センサーが横長の形をしているなど、人間型から若干離れたデザインになっている。また、全体的にT-800等のシリーズでは体格が大きめであり、恰幅の良い造形であったのに対し、こちらは女性の容姿を想定しているのか、それらよりも一回り小さくスリムになっている。また、T-800のように可動部や、配線等の露出がなく、比較的にコンパクトな構造になっている。また、T-800系列と違い、エンドスケルトンの状態になった際には咆哮をあげる様子も見せている。
上記の性能の関係上、隠密性や侵入能力はT-1000に遠く及ばないが、元から対ターミネーター用機種であるため、潜入用としての機能は少なくとも人間に擬態する程度に留めている。その代わり、骨格内部に高度なコンピュータを有しているため、T-800系列やT-1000よりも知能は高い。なお、T-1000同様、コピーした人物は証拠隠滅のために殺害するようプログラムされているが、ケイト・ブリュースターの場合は最優先標的であるジョンの居場所を突き止めるのに利用することを判断し、すぐには殺さなかった。
液体金属は改良が加えられ、T-1000のように衝撃によって変身機能に一時的な混乱を起こすことは減った。素材には磁性体が含まれているようで、強い磁場にさらされた際には骨格にとどまらず、体表の液体金属までもが磁力源に吸引されて動きが取れなくなった。

### 機能及び、動力源
コンピュータの処理画面が、T-800系列の赤色ベースとは異なり青色ベースで表現されている。色の認識やGUIの操作風の画面で、強調の意味と思われる赤文字が使われている場面もある。
血液などのDNA情報を舌で読み取ることも可能であり、特定の人物の抹殺にも威力を発揮する。
携帯電話などの通信機器を使用し、離れた位置にあるコンピューターのデータベースにアクセスする事も可能。この機能で標的の顔写真、勤務地、居住地域を割り出せる。
T-800系列やT-1000同様、ロボットであるため基本的に無表情だが、ジョンの血の付いたガーゼから彼のDNAを検出した際に驚愕の表情を見せたり、カーチェイスのシーンにて、乗っていたクレーン車のブームにしがみついたT-850を振り落とした際は薄く笑みを浮かべたり、同じくカーチェイスの最後のシーンにて、乗っていたクレーン車にT-850が罠を仕掛けたことに気づいた際は、焦りとも言える驚愕の表情を見せるなど、従来機種より表情もいくぶん豊かになっている。
美女を模しているためか、警官に車を停められた際にヴィクトリアズ・シークレットの下着の広告のバストをコピーして瞬時に巨乳化し、妖艶な表情で微笑みかけ男性警官を誘惑するなど、自身のグラマラスな身体を利用した行動をとることもある。また、核シェルター入口における最後の戦いでは、断末魔の叫びとも取れる絶叫を上げている。
T-800系列よりも体格は一回り小さく設計されてはいるが、後述の内蔵武器を用いない素手の力だけでも人間離れしており、ただ突き飛ばしたり蹴り上げたりするだけで公式設定で約900kgもあるT-850が宙を舞うほど。T-850も「単純なパワーでも自分より優る」と述べている。移動速度は常人の歩行速度から、時速80キロメートルの車に追いつく凄まじいスピードまでを発揮でき、この点もT-800以前はもちろんT-1000よりも大幅に性能が向上している。耐久性も従来型より増しており、相当な威力を持つ重火器でも破壊することは困難でありT-850は「破壊は不可能」と言っている、また金属の塊である自身に電流を流される場合は自身の回路を保護するため、一時的に体全体の回路を遮断することも可能である。ただし関節部分の強度は他部分よりは劣る様子が見られる。また、機械の身体ゆえに同等の体格の人間に比べて重量はあっても、改良されたことで従来のターミネーターに比べ軽いためか、はたまたパワーを生かした格闘戦よりも後述する内蔵兵器を得意としているのか、CRS本部のトイレやクリスタル・ピークの防護シェルターでの格闘戦では、T-850の卓越した格闘技にやや押されていた。
耐久性を重視しサイズの軽量化は図られているものの、金属骨格の上に液体金属で覆われているため、金属の塊となってしまった事による重量化はどうしても避けられず、その容姿に似合わない重量でレクサス・SC430のサスペンションが沈みこむ描写がある。また内蔵武器のパーツに鋼鉄を使用している為、磁石（粒子加速器）に張り付き、覆っていた液体金属も溶け出してしまうという問題も抱えている。さらに金属骨格の中に多数の配線が張り巡らされているので、外敵に骨格を切断されたり潰されることで、配線が露出すると大幅に耐久性が減少してしまう欠点がある。

### 内蔵武器
T-Xの最大の特徴が、武器を現地調達していたT-800系列やT-1000に対し、未来の先端科学技術で生み出された強力な武器を自身に内蔵している点である。
事前の広告では内蔵武器は2億種類（10億種類とも）といわれているが、本項では登場する武器のみ記載する。どの武器も腕の部分を変形させて使用するため、変形の際の隙が生じる。
プラズマ砲
T-Xの主力武器。右腕に内蔵されている。強力な光弾を発射する。その威力は非常に高く、消防車等の大型車を一撃で粉砕させたり、公式設定約900kgのT-850を約十メートルほど吹き飛ばしパワーセルを1個破損させるなどした。反面、連射は効かない上に弾道速度があまり速くないと言う欠点がある。作中では、T-850との初戦時、ジョンとケイトの追跡時のカーチェイスの時に、ケイトの殺害にも使用しようとしたが、T-850の攻撃によって破損し、使用不能となった。
ナノテクノロジー・トランスジェクター
左手に内蔵されている。使用する際は指先に搭載されているデータ転送用ポイント・ドリルを使用して他のマシンのプログラムを書き換え、それを自在にリモート・コントロールできる。操る対象は機械類であれば、車両やロボット兵器など種類を問わず多彩であり、旧型T-800系列のターミネーターモデルすらも操れる。が、精密なプログラムが成された機械は完全には操り切れない事もあり、激闘の末、半壊させたT-850にジョンとケイト殺害のプログラムを施したが、元の二人の安全を確保し、保護すると言うプログラムから不当な命令として遂行を強く拒否され、一旦停止からの再起動をもってしてそのプログラムを消去されている。
火炎放射器
プラズマ砲の代替武器。右腕に内蔵されている。プラズマ砲より威力は劣るが、広い効果範囲を長時間発射し続けられる。主にターゲットの抹殺に使う。T-850との格闘戦時にも使われるがT-850の骨格にダメージを与えることができなかった。しかし、T-850が電気をT-Xに流した際に火炎放射器に使うプラズマエネルギーが暴発、結果的にT-850を瀕死状態にすることに成功する。しかも火炎放射器に使うエネルギーは少量のため破損することはなかった。
回転カッター
左腕に内蔵されている。金属をたやすく切断できる。作中では、コピーした人物の殺害時、T-850の運転する車の天井を抉じ開ける時、巨大電子磁石となる粒子加速機に捕まってしまった際の脱出に使用している。

### 変身形態
身長は179cm、無駄な肉が全く付いていないほど引き締まった体型をしている。ベースの容姿となった人間は類いまれな美貌とプロポーションを持った女性モデルであり、完璧な美しさを求めて造形された。
普段は主に錆色のレザースーツ姿がメインだが、本項では本編で表した姿で、一時的なものも含め全て記載する事とする。
裸体
ビバリーヒルズにて未来から転移してきた時の姿。セクシーボディーとブロンドの長い髪の毛が特徴。小説版では服を奪った女性から、シミひとつない美しい顔立ちを持ち、胸の形も完璧で全く垂れていないと評されるほどの美貌を持つ。ゲーム作品Terminator 3: The Redemptionでは転移前の裸体の彼女が登場するが、髪型は何故か既にシニヨンになっている。
錆色の服装
劇中で最も多く登場するのがこの姿。通りすがりの女性（キャロリン・ヘネシー）が任務の目的に適切な身長、体形だったため、彼女を殺して錆色の革ジャケットと薄着のシャツとパンツ、黒いレースのワンダーブラと黒のひも型ビキニパンティ、その他のアクセサリーまで全て着ているように見せかける。ボディラインを強調するタイトなスタイルが特徴的。髪もシニヨンに纏め、より女性らしい雰囲気を醸し出している。T-1000同様、この服装は実際に着用している訳ではなく液体金属を変化させて服を着せているように見せており、作中ではT-850との戦闘でも一切服が損傷しない他、身体の方向を変えずに頭部両腕両足が後ろ向きになった際は服装も前後が入れ替わっている。小説版では実際に奪って身につけており、警官を誘惑する際に服を脱いで裸体を見せつけている。
スコット・ピーターソン
逃走したケイトに近づくため、婚約者であるスコットを殺害してなり代わった姿。殺害後に訪れた警官の車に同乗、警官を殺害してケイトのいる墓地に向かう。墓地にてケイトを見つけ、不敵な笑みを浮かべながら彼女の目の前で上記の姿に戻る。この時の変身の際、一端液体金属を外して骨格状態になり、その直後にまた液体金属を被せ、上記の姿になった。
CRSの女性職員の制服姿
T-1を起動させるためにCRSに侵入した時の姿。服装を真似て変化させただけなので、顔立ちは錆色の服装の時と変わらない。
ケイト・ブリュースター
T-1を起動させた後、彼女の父でありターゲットであるロバートに近付き殺すために変身した。美人だが薄紫のシャツに黒のスキニーパンツ、野暮ったいジャケットとかなり地味な服装。いきなり彼女に変身できたのは、序盤で彼女の喉を踏みつけたときにデータをコピーしたため。
骨格姿
表層の液体金属を除いた、T-Xの本来の姿。丸みを帯びた人間の女性に近いフォルムの金属ボディーでシルバー色の頭蓋骨に青く光る細い目があるのが特徴。口や頭部、関節部分など一部青色に光る部分が存在し、光る部分が点滅することで液体金属をコントロールし、機体が特定の人間に変身したり服を着ているかのように偽装している。骨格自体は痩せ気味で口は割と大きめで、歯は産業用ダイヤモンドより硬い。終盤、激しく咆哮を上げながらジョンに襲い掛かるが、T-850に動きを封じられてT-850の水素電池を口腔に押し込められ、T-850共々爆発に巻き込まれて破壊された。最期に爆破される直前に、液体金属で以前の顔を再構築しようとするが、液体金属をコントロールする機能が故障していたために正常な擬態機能が働かなくなっており、色が肌色でなく元の銀色となっていた。
ドレス姿
漫画版のみに登場。
ボディーラインにフィットし、足の部分には大きくサイドスリッドの入ったかなり露出度の高いドレスを着用して、ハイヒールを履いた姿。髪型は、映画版と違ってポニーテール。
ジョンやケイト抹殺の任務は映画版と同じ。
プラズマ砲を発射させたりするなどの、映画版同様の武器に加え、T-1000のように腕を巨大な刃物や槍状に変形させたり、スカイネットに連絡を取り、任務の是非を伝えたりと、映画版にはなかった機能を見せている。

## 作中における行動

### 『ターミネーター3』
ターミネーターを過去に送り込んでジョン・コナー（以下ジョン）本人もしくはその母親サラ・コナーを殺害し、歴史上に現れる前に存在そのものを抹消する作戦が、二度に渡り失敗に終わったことを受け、さらに強化された性能を与えられて、最重要ターゲットのジョンに加えて、後に彼と共に抵抗軍の最重要人物となる者たちの殺害をも命じられて、2032年から2004年のロサンゼルスに送り込まれる。
これに対抗してジョンと、彼の未来の妻にして副司令官の役割を担うことになるケイト・ブリュースター（以下ケイト）を確実に保護し生存させるよう命じられ送り込まれたT-850、そしてターゲットであるジョンとケイトと、未来の存亡を掛けた一騎討ちを繰り広げることとなる。
ビバリーヒルズの洋服店のショウウィンドウに転移した後、近くを通りかかった女性のファッションをコピーした後に殺害し、車を奪って行動を開始する。車中にあった携帯電話を使用しターゲットとする人物のデータリストをピックアップすると目的遂行へ急ぐが、スピード超過を発見した警察官に停止させられる。職務質問をしようとした警官を、即興でヴィクトリアズ・シークレットの看板を見てバストアップを行い色香で油断させ、銃を奪う。
その後、バーガーショップで発見したターゲットの一人ホゼ・バレッラをその場で射殺。次いでエリザベス・アンダーソンとビル・アンダーソンの自宅にて彼らも殺害し、着実に任務を遂行していく。さらにケイトの勤める動物病院に向かい、院内にいた年配女性を問答無用で銃撃し、血液を舐めとりDNAを分析してケイトではないと判断。奥に踏み入りケイトを探していたところに血の付いたガーゼを発見しDNAを調べたところジョンのDNAを検出、驚愕の表情を浮かべていた隙を付かれてケイトに逃げられるが、焦りで車のキーを差し込めずにいたケイトに追い付き、車外へと放り出す。ケイトの首根を踏みつけてジョンの居場所を問い質そうするが、乱入したターミネーター（以後、T-850と呼称）に車で撥ね飛ばされ、さらに大爆発が起きて瓦礫に生き埋めになった衝撃で自らの金属骨格を覆っていた液体金属が一時的に剥がれてしまうものの、すぐに液体金属を表面に集束させて再生、任務を再開する。
ショットガンでの攻撃を物ともせず右腕を変形させプラズマ砲を発射しT-850を吹き飛ばした。その間にジョンとケイトに車で逃走されるが、騒ぎを聞き付けて次々と集結する警察官達の隙を突いて、現場に駆けつけたパトカーや救急車を右人差し指のナノテクノロジー・トランスジェクターでハッキングし遠隔操作のコントロール下に置き、自らは巨大なクレーン車に乗り込み、追跡を開始する。遠隔操作した車両を駆使してジョン達を追い詰め、プラズマ砲で抹殺しようとするもジョンのドライビングテクニックにより失敗、さらには再始動して後を追ってきたT-850に妨害され、ついにはクレーン車を転覆大破させられ標的を取り逃がしてしまう。
その後、ケイトの自宅へ向かい、彼女の婚約者であるスコットを惨殺すると、彼の姿に成り代わり訪ねてきた二人の刑事に応対、ケイトの誘拐事案に協力すると装って刑事たちに同行し、標的の居場所を知るや殺害する。墓地にて警官隊とT-850が銃撃戦を繰り広げる中、逃げ出したケイトを発見。不敵な笑みを見せながら元の姿へ戻りプラズマ砲を放とうとするが、T-850に69式ロケットランチャーを撃ち込まれて逆に自分が吹き飛ばされプラズマ砲を破損させられるも、すぐに追跡を開始。ジョンとケイトの車の屋根に取り付き回転カッターで屋根を破壊。直後ジョンの反撃を受け、気を取られてしまい、トラックの下を潜り抜けるT-850の荒業で車の屋根ごと引き剥がされ、またも取り逃がす。その後破損したプラズマ砲を火炎放射器へと換装するが、このままジョンやケイトを追跡し続けるのは得策ではないと判断し、人類抵抗軍幹部殺害の任務を再開する。そして次のターゲットであるケイトの父、ロバート・ブリュースター（以下ロバート）を殺害するためにCRSへ向かう。
職員の制服をコピーしCRS本部へ潜入すると、施設内に保管されていたT-1やハンターキラーを起動させ、スカイネットの指令通り施設内の人間を抹殺する。そしてケイトの姿に変身しロバートに近づこうとするが、その場に本物のケイトと共に現れたT-850の攻撃を浴びて元の姿に戻る。しかし直後にロバートがケイトとの再会に気を取られた隙を突いて、銃撃でロバートに致命傷を追わせることに成功。直後にT-850のグレネードランチャーの連発を食らって下層に突き落とされるが、すぐに舞い戻り、T-850との激しい肉弾戦を展開しスペックの差を見せつけて撃破。さらにナノテクノロジー・トランスジェクターでT-850にジョンとケイトの殺害を命令し、自身もジョンとケイトに追いすがり火炎放射器で焼き殺そうとするが、ジョンが事前に起動させていた粒子加速器が起動し、その強烈な磁力により加速器に張り付いて行動不能となってしまう。徐々に身体を覆っていた液体金属も流動して加速器に吸い寄せられ、本体である金属骨格だけとなるが、左腕のカッターで加速器を破壊し脱出。ヘリで二人を追い、クリスタルピークの核シェルター入口で追い詰めるが、ナノテクノロジー・トランスジェクターの命令を退けたT-850が操縦する大型ヘリの下敷きにされ、またしても殺害に失敗。そればかりか液体金属が剥がれ落ちて骨格だけの状態になってしまう。だが任務遂行を諦めず、抜けなくなった下半身を自ら切り離し満身創痍になりながらも激しく吠えてジョンとケイトに襲い掛かるが、T-850に食い止められ口にT-850水素電池をねじ込まれ爆発四散した。

## その他
『ターミネーター4』には登場しない。『T4』の監督を務めたマックGによると、「T-1000との対戦もあり得る」とのことだったが、時代設定（舞台である2018年はT-800が開発されたばかりであり、T-XだけでなくT-1000の開発も不可）のためか実現はしなかった。